# Лашко, Иван Романович
Иван Романович Лашко (1900—1984) — генерал-майор ВС СССР, начальник Орджоникидзеградского военного автомобильного училища с сентября 1942 по январь 1946 годов и Винницкого военно-технического училища с апреля 1948 по ноябрь 1960 годов.

## Биография
Уроженец Темрюка. Из семьи рабочих. Член ВКП(б) с 1921 года, в РККА служил в 1917—1922 годах и с 1923 года, участник Гражданской войны.
С 22 июня по 1 июля 1941 года занимал пост начальника штаба 7-й моторизованной дивизии, участвовал в боях 28 июня за Броды, обеспечивая бесперебойное управление дивизией и её вывод из окружения, за что был представлен к Ордену Красного Знамени.
С 4 по 30 сентября 1941 года в звании полковника (комбрига) командовал 2-й танковой бригадой. В октябре 1941 года был контужен и отправлен в госпиталь. С сентября 1942 года по январь 1946 года — начальник Орджоникидзеградского военного автомобильного училища (позже Рязанский военный автомобильный институт). С апреля 1948 по ноябрь 1960 года руководил Винницким военно-техническим училищем (ныне Ульяновское высшее военно-техническое училище), 18 февраля 1958 года произведён в генерал-майоры.

## Награды
- Орден Красного Знамени (трижды)[4]
  - 5 ноября 1942 — за образцовое выполнение боевых заданий Командования на фронте борьбы с немецкими захватчиками и проявленные при этом доблесть и мужество[5]
  - 3 ноября 1944 — за долголетнюю и безупречную службу в Красной Армии[8]
  - 15 ноября 1950[4]
- Орден Ленина (30 апреля 1945)[4] — за долголетнюю и безупречную службу в Красной Армии[9]
- Орден Отечественной войны I степени (6 апреля 1985)[10], посмертно
- Медаль «XX лет Рабоче-Крестьянской Красной Армии»[1][5]
- Медаль «За победу над Германией в Великой Отечественной войне 1941—1945 гг.»